# Mstěnice (tvrz)
Tvrz Mstěnice byla tvrz v zaniklé vesnici Mstěnice nedaleko Hrotovic, stávala u soutoku Račického potoka a Rouchovanky, při okraji vesnice. Nedaleko od tvrze stojí zřícenina starého hradu.

## Popis
Tvrz stála na hadcovém podkladu, při archeologických výzkumech od 60. let 20. století pod vedením Vladimíra Nekudy a posléze i jeho syna Rostislava Nekudy byly odhaleny a zakonzervovány základy tvrze i dalších staveb vesnice. Tvrz stávala na okraji obce na břehu Račického potoka v areálu o rozměrech asi 28 x 28 metrů, byla obklopena 10 metrů širokým a 2,5 metrů hlubokým příkopem, který byl zavodněn vodou z potoka. Ve středu tvrze na vyvýšeném místě stávala obehnána ohradní zdí hranolová věž o rozměrech 10 x 8 metrů. V jihovýchodní části areálu stávala menší věž o rozměrech 5 x 5 metrů. Na severním okraji areálu byla umístěna věžovitá brána s padacím mostem. V severovýchodní části areálu tvrziště stávala obytná budova se dvěma místnostmi, ta byla podsklepena.
Nedaleko od tvrze stávaly dvě předsunuté obranné budovy, první stávala asi 200 metrů jihovýchodně od tvrze na vyvýšeném pahorku obehnaném 9 metrů širokým příkopem, druhá stávala asi 250 metrů jižně od tvrze na přirozené vyvýšenině obehnaném asi 4 metry širokým příkopem.

## Historie
První písemný záznam o vesnici Mstěnice pochází z roku 1353, kdy byl majitelem vesnice Mikuláš ze Mstěnic. První písemný záznam o tvrzi však je až z roku 1392, kdy byla vesnice prodána Hanušovi z Bohutic. V roce 1402 byla tvrz přepadena Vokem mladším z Holštejna, který však byl právoplatným dědicem vesnice. V roce 1409 zakoupil tvrz i vesnici Jíra ze Šebkovic, jeho rodu pak tvrz patřila až do roku 1415, v tu dobu tvrz sloužila jako sídlo zlodějů. V roce 1415 zakoupil tvrz Jan Dítě ze Mstěnic, v roce 1466 Mstěnice zakoupil Vaněk z Říčan. Posléze během válek s uherským králem Matyášem byly Mstěnice zničeny. V roce 1490 byl majitelem pusté vesnice Jan Zelený z Říčan, ten téhož roku vesnici prodal Mikuláši Tulešickém z Pece a ten pak v roce 1498 prodal vesnici Jindřichu Jankovskému z Vlašimi. V roce 1579 získala vesnici i s tvrzí Veronika Zelená z Říčan, tím se stala součástí Hrotovického panství.
V šedesátých letech 20. století začal na území vesnice probíhat dlouhodobý archeologický výzkum a konzervace.